# Pachyrhinosaurus
Pachyrhinosaurus ("tlustonosý ještěr") byl rod velkého rohatého dinosaura z kladu Pachyrhinosaurini. Známý je z kompletních pozůstatků velkého množství jedinců. Žil před asi 80 až 69 milióny let na severozápadě Severní Ameriky. S délkou až 8 metrů patřil mezi největší známé centrosauriny vůbec.

## Popis
Pachyrhinosaurus patřil s odhadovanou průměrnou délkou 5 až 6 metrů a hmotností až 3000 kg mezi poměrně velké rohaté dinosaury. Rohatí dinosauři se tvarem těla navzájem výrazně neodlišovali, Pachyrhinosaurus disponoval všemi základními znaky těla zástupců infrařádu Ceratopsia: měl krátký, silný krk, poměrně krátký trup a relativně krátký ocas. Hlava byla opatřená silným kostěným zobákem, vystupujícími lícními kostmi a kostěným límcem, který byl kratší jako zbylá část lebky (znak podčeledi Centrosaurinae). Kostěný límec měl odlehčený dvěma středně velkými otvory.
Přímým evolučním předkem pachyrinosaura může být druh Stellasaurus ancellae, objevený v sedimentech souvrství Two Medicine na území Montany. Další fosilie tohoto rodu jsou známé například ze souvrství Dinosaur Park a souvrství Prince Creek.

## Anatomie lebky
Na rozdíl od většiny ostatních rohatých dinosaurů nebyl na jeho lebce nalezen žádný hlavní roh. Na místě, kde se u zástupců Centrosaurinae nachází dlouhý kostěný roh, měl velký kostěný hrbol. Z vrcholu kostěného límce vyrůstaly dva trny, některým jedincům i krátký roh za očima, při kořeni kostěného límce. Rod Pachyrhinosaurus tak představuje vyvrcholení evolučního trendu zkracování nosního rohu. Ten byl nejdříve zkrácený a ohnutý směrem dopředu a dolů (Einiosaurus), později zůstala jen základna (Achelousaurus), kterou nahradil kostěný hrbol (Pachyrhinosaurus). Výrazná byla také predentární kost na konci spodní čelisti.
Někteří vědci však zastávají názor, že zmizela postupně jen kostěná základna nosního rohu. V případě pachyrinosaura by tak mohl velký kostěný hrbol tvořit základnu impozantního kostěného rohu tvořeného rohovinou. Něco podobného pozorujeme i mezi dnešními zvířaty – rohy nosorožci jsou též tvořené jen rohovinou, přičemž základnu jim tvoří kostěné hrbole. Jelikož rohovina málokdy zkamení, rohy pravěkých nosorožců tak poznáme jen na základě jejich kostěných základen. Jestli že kostěný hrbol nad nozdrami pachyrinosaura doopravdy tvořil základnu pro rohovinový roh, tento roh mohl být velmi velký, zřejmě kolem dvou metrů dlouhý (podobně jako u pravěkého nosorožce rodu Elasmotherium). Velký roh by byl velkou výhodou při konfrontaci s nebezpečnými dravci (např. Daspletosaurus).

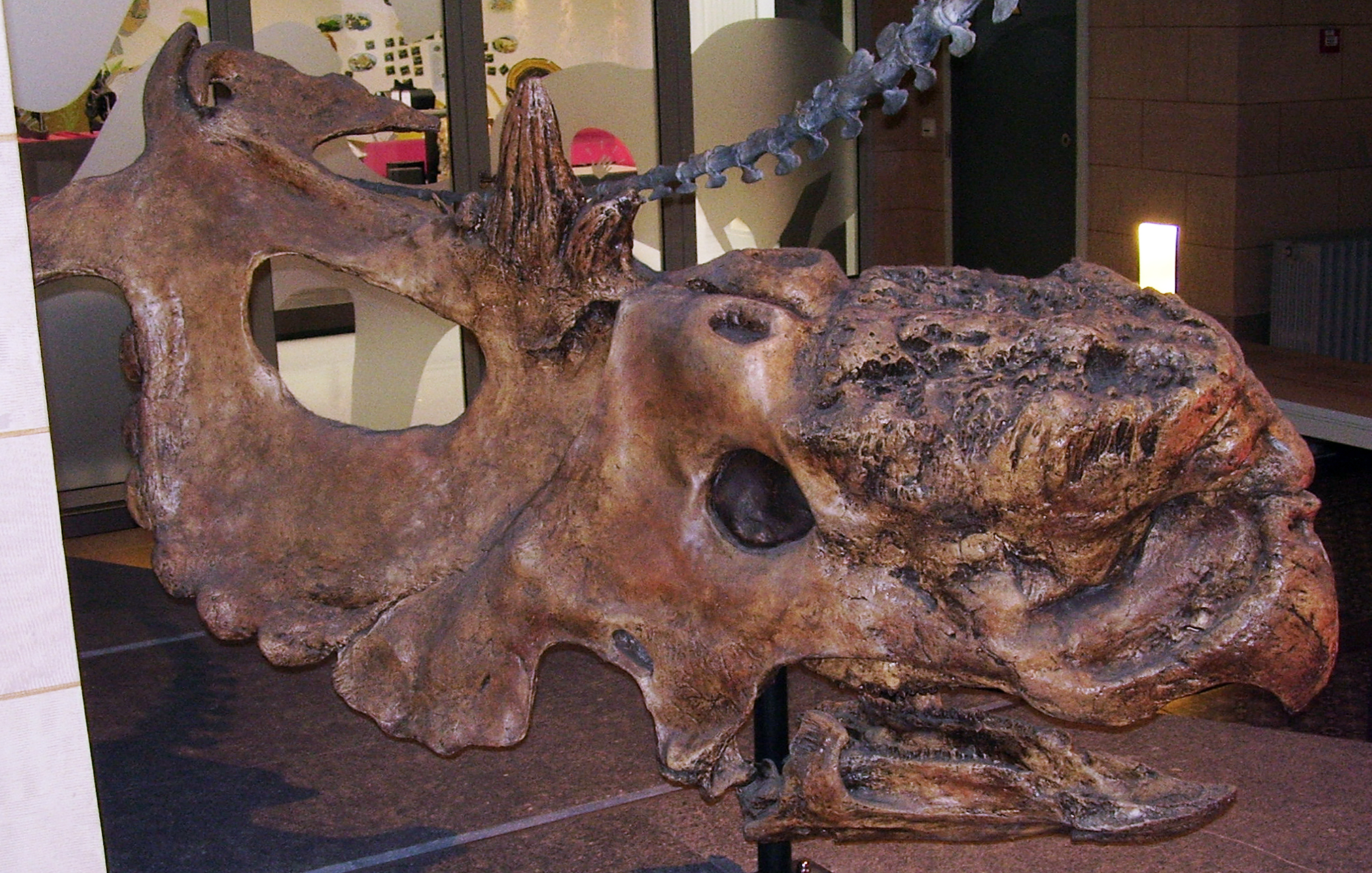
Lebka pachyrhinosaura v Bruselském přírodovědeckém muzeu.

## Způsob života
Pachyrinosaura známe i na základě pozůstatků celého stáda. Víme tak, že tento dinosaurus putoval po krajině ve velmi velkých stádech (s několika tisíci jedinců), kteří zřejmě migrovali z jižních oblastí na sever – pozůstatky pachyrinosaura byly totiž nalezeny i na Aljašce. Putovali jak dospělí jedinci, tak i mláďata. V takto velkém stádě zřejmě panovala hierarchie, kterou si jedinci získávali vzájemnými souboji (stopy po vzájemných soubojích jsou mezi rohatými dinosaury doložené), podobně jako dnešní jeleni, tedy přetlačováním hlav. V období říje samci využívali pro změnu svoje kostěné límce, které se mohly pod vlivem hormonů nebo zvýšeného tlaku krve pestře zbarvit a lákat tak pozornost samic.

## Nové druhy
V říjnu roku 2008 byl oznámen objev nového druhu tohoto rodu, P. lakustai. Popis vychází z objevu velkého stáda těchto tvorů, kteří zřejmě hromadně zahynuli při živelní pohromě (přechod rozbouřené řeky) asi před 72,5 milionem let. V létě roku 2011 byl ze souvrství Prince Creek na Aljašce popsán již třetí druh, P. perotorum, pocházející z vrstev starých 70 až 69 milionů let.

### Česká literatura
- SOCHA, Vladimír (2021). Dinosauři – rekordy a zajímavosti. Nakladatelství Kazda, Brno. ISBN 978-80-7670-033-8 (str. 137)